# Benzoato di metile
Il benzoato di metile è l'estere metilico dell'acido benzoico, avente formula molecolare C6H5CO−O−CH3 (o anche PhCO−O−Me), la quale mostra un benzoile unito ad un metile tramite un ponte ossigeno. È il tipico prodotto dell'esterificazione dell'acido benzoico con il metanolo.
Il benzoato di metile è un composto parecchio stabile termodinamicamente, ΔHƒ° = -324,3±3,0 kJ/mol. A temperatura ambiente si presenta come un liquido altobollente (199,5 °C) incolore e dall'odore gradevolmente floreale che ricorda quello dei frutti della Feijoa e che per questo è anche usato in profumeria. È molto poco solubile in acqua (~ 2 g/L, ~ 0,015 M), ma ben solubile in alcool, etere e vari altri solventi organici. È una sostanza combustibile ma, avendo un punto di fiamma piuttosto elevato (83 °C), si infiamma con una certa difficoltà.
Il benzoato di metile è presente come prodotto naturale in piante come Vitis rotundifolia e Lonicera japonica. Viene usato per addestrare i cani annusatori a riconoscere il suo odore perché il prodotto di idrolisi in aria umida del cloridrato di cocaina è, tra gli altri, proprio il benzoato di metile.